# Autobahnkreuz Bochum
Das Autobahnkreuz Bochum (Abkürzung: AK Bochum; Kurzform: Kreuz Bochum) ist ein Autobahnkreuz in Nordrhein-Westfalen in der Metropolregion Rhein-Ruhr. Es verbindet die Bundesautobahn 40 (Ruhrschnellweg) mit der A 43 (Münster – Wuppertal).

## Geografie
Das Autobahnkreuz liegt auf dem Stadtgebiet von Bochum im Stadtbezirk Nord. Nächstgelegene Stadtteile sind Laer, Werne, Bergen, Gerthe und Harpen. Es befindet sich etwa 5 km nordöstlich der Bochumer Innenstadt und etwa 15 km westlich von Dortmund.
Das Autobahnkreuz Bochum trägt auf der A 40 die Anschlussstellennummer 38, auf der A 43 die Nummer 17.

## Bauform und Ausbauzustand
Beide Autobahnen sind vierstreifig ausgebaut, die Verbindungsrampen sind einspurig ausgeführt.
Das Kreuz wurde als Kleeblatt ohne die Verbindung von der A43 Fahrtrichtung Wuppertal auf die A40 Fahrtrichtung Essen angelegt. Diese Verbindung wurde erst Jahre später nachträglich erstellt.

## Verkehrsaufkommen
Das Kreuz wird täglich von rund 164.000 Fahrzeugen befahren.
| Von                      | Nach                   | Durchschnittliche tägliche Verkehrsstärke | Anteil Schwerlastverkehr |
| ------------------------ | ---------------------- | ----------------------------------------- | ------------------------ |
| AS Bochum-Stadion (A 40) | AK Bochum              | 95.600                                    | 6,9 %                    |
| AK Bochum                | AS Bochum-Werne (A 40) | 73.400                                    | 7,4 %                    |
| AS Bochum-Riemke (A 43)  | AK Bochum              | 72.100                                    | 7,1 %                    |
| AK Bochum                | AS Bochum-Laer (A 43)  | 87.800                                    | 6,8 %                    |